# Acentrella nadineae
Acentrella nadineae is een haft uit de familie Baetidae. De wetenschappelijke naam van de soort is voor het eerst geldig gepubliceerd in 2009 door McCafferty, Waltz & Webb.
De soort komt voor in het Nearctisch gebied.